# 胡瑞 (成化進士)
胡瑞（？—？），字良禎，號菊木，河南南陽府鄧州內鄉縣人，民籍，明朝政治人物。

## 生平
成化二十年（1484年）甲辰科進士，二十三年（1487年）十一月授禮科給事中，丁憂，服闋，弘治九年（1496年）七月起復為禮科右給事中，十年（1497年）二月升湖廣布政使司左參議，十七年（1504年）正月升陝西布政使司右參政，正德二年（1507年）閏正月升山西右布政使，十二月升山西左布政使，三年（1508年）六月升都察院右副都御史、巡撫甘肅，因忤劉瑾去職。劉瑾死後，五年（1510年）十月起為都察院右副都御史、巡撫山西，六年（1511年）二月被給事中李鐸、御史鄺約等論劾風骨不足，才識無聞，不可處以重任，致仕。
其墓在今內鄉縣趙店鄉蓮花村。

## 家族
兄胡瑄，成化十年舉人，壽陽縣知縣，賢聲顯著，升鳳翔府同知，有政績，與胡瑞同祀鄉賢祠。
長子胡湘，山西按察司副使；次子胡瀚，戶部員外郎。